# Seznam averských biskupů
Toto je seznam biskupů diecéze Aversa:
- Azzolino (1053)
- Goffredo (1059–1080)
- Guitmondo, O.S.B. (1088–1094†)
- Giovanni I (1094–1101)
- Roberto I (1104–1113)
- Roberto II (1119–1132)
- Giovanni II (1134–1140)
- Giovanni III (1141–1152)
- Gualtiero (1158–1175)
- Falcone (1180–1191)
- Lamberto (1192)
- Gentile (1198–1210)
- Basuino (1215–1221)
- Matteo (1225–1226)
- Giovanni Lamberti (1229–1235)
- Federico † (1254)
- Simone Paltanieri (1255–1256 sesazen)
- Giovanni V (1259–1264)
- Fidanza da Spoleto (1261–1274)
- Adam d'Amiens (1276–1296)
- Landolfo Brancaccio (1296–1297)
- Leonardo Patrasso (1297–1299 jmenován arcibiskupem v Capui)
- Pietro Turrite (1299–1309)
- Pietro di Beauvais (1309–1321)
- Guglielmo, O.F.M. (1323–1325)
- Raimondo di Mausac, O.F.M. (1326–1337)
- Bartolomeo I, O.S.B. (1337–1340)
- Giovanni di Bari (1342–1351)
- Angelo Ricasoli (1357–1370 jmenován biskupem Florencii)
- Poncello Orsini (1370–1378)
- Bartolomeo II (1379–1380)
  - Marino del Giudice (1381–1385†) (apoštolský administrátor)
  - Erecco Brancaccio (1386–1392) (apoštolský administrátor)
  - Rainaldo Brancaccio (1418–1427†) (apoštolský administrátor)
- Pietro Caracciolo (1427–?)
- Giacomo Carafa della Spina (1430–1471†)
- Pietro Brandi (1471–1474)
- Giovanni Paolo Vassallo (1474–1500)
  - Luigi d'Aragona (1501–1515 rezignoval) (apoštolský administrátor)
- Silvio Pandone (1515–1519)
- Antonio Scaglione (1519–1524 rezignoval)
  - Ercole Gonzaga (1524–1528 rezignoval) (apoštolský administrátor)
  - Pompeo Colonna (1529–1529) (apoštolský administrátor)
- Fabio Colonna (1532–1554†)
- Balduino de Balduinis (1554–1582†)
- Giorgio Manzolo (1582–1591)
- Pietro Orsini (1591–1598)
- Bernardino Morra (1598–1605†)
- Filippo Spinelli (1605–1616†)
- Carlo I. Carafa (1616–1644 rezignoval)
- Carlo II. Carafa della Spina, C.R. (1644–1665 rezignoval)
- Paolo Carafa (1665–1686†)
- Fortunato Ilario Carafa della Spina (1687–1697†)
- Innico Caracciolo (1697–1730†)
- Giuseppe Firrao (1730–1734 rezignoval)
- Ercole Michele d'Aragona (1735–1735†)
- Filippo Niccolò Spinelli (1735–1761)
- Giovanbattista Caracciolo (1761–1765 rezignoval)
- Niccolò Borgia (1765–1779†)
- Francesco Del Tufo, C.R. (1779–1803†)
- Gennaro Maria Guevara Suardo, O.S.B. (1804–1814†)
- Agostino Tommasi (1818–1821†)
- Francesco Saverio Durini, O.S.B.Cel. (1823–1844†)
- Sisto Riario Sforza (1845–1845 jmenován arcibiskupem neapolským)
- Antonio Saverio De Luca (1845–1853 jmenován titulárním arcibiskupem v Tarsu)
- Domenico Zelo (1855–1885†)
- Carlo Caputo (1886–1897 rezignoval)
- Francesco Vento (1897–1910†)
  - Adolfo Turchi (1911) (apoštolský administrátor)
- Settimio Caracciolo di Torchiarolo (1911–1930†)
- Carmine Cesarano, C.Ss.R. (1931–1935†)
- Antonio Teutonico (1936–1966 rezignoval)
- Antonio Cece (1966–1980†)
- Giovanni Gazza, S.X. (1980–1993 rezignoval)
- Lorenzo Chiarinelli (1993–1997, pak jmenován biskupem ve Viterbu)
- Mario Milano (1998–2011 rezignoval)
- Angelo Spinillo, od 15. ledna 2011